# پردازش دیجیتال نور (دی ال پی)
پردازش دیجیتال نور (به انگلیسی: Digital Light Processing) یا DLP مجموعه ای از تراشه ها برپایه ی تکنولوژی سیستم های اپتو-الکترو-مکانیکال (MOEMS) است که از میکروآینه های دیجیتال استفاده می کند. این تکنولوژی در سال 1987 توسط لَری هورنبِرک از شرکت تگزاس ایسترومنت توسعه یافت، اگرچه اولین پروژکتور بر پایه DLP در سال 1997 توسط Digital Projection Ltd معرفی شد. تگزاس اینترومنتس و Digital Projection در سال 1998 هردو برنده جایزه امی برای فناوری پروژکتور DLP شدند. DLP در طیف وسیعی از کاربردهای نمایشی استفاده می شود.

## میکروآینه دیجیتال

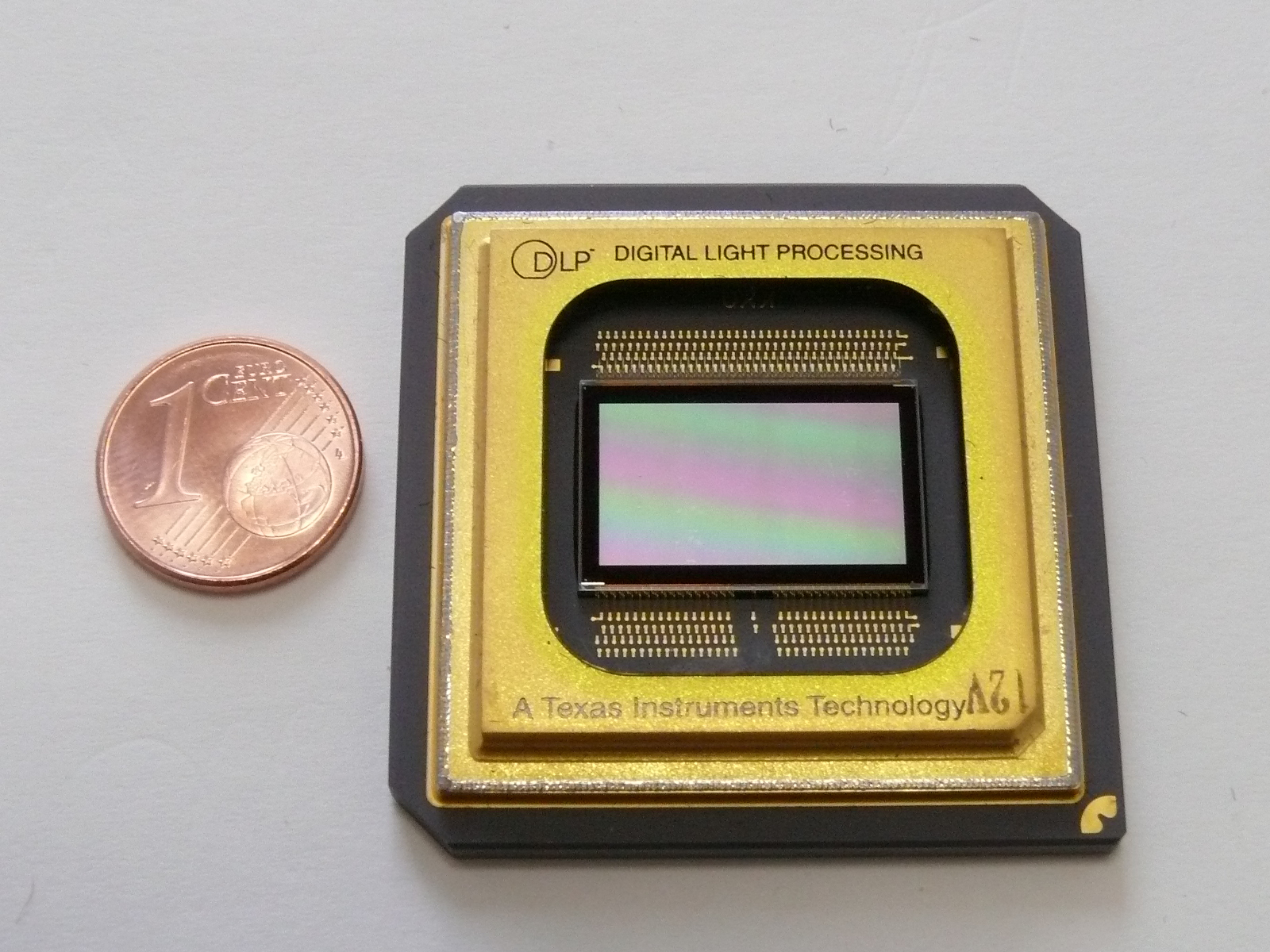
تراشه DLP

مقاله اصلی: میکرو آینه دیجیتال
در پروژکتورهای DLP، تصاویر با استفاده از آینه های بسیار کوچک میکروسکوپی در یک آرایش ماتریسی بر روی یک تراشه نیمه هادی ایجاد می شوند، که به میکروآینه دیجیتال (DMD) شناخته می شوند. این آینه ها بسیار کوچک هستند و فاصله مرکز تا مرکز دو آینه مجاور 5.4 میکرومتر یا کمتر است. هر آینه ای نمایانگر یک یا تعداد بیشتری پیکسل در تصویر نهایی است. تعداد میکرو آینه ها وضوح تصویر نمایش داده شده را مشخص می کند. تعدادی از ماتریس های میکروآینه ی رایج شامل 800×600، 1024×768، 1280×720 و 1920×1080 (HDTV) هستند. هر میکرو آینه با بازتاب نور دریافتی به صفحه نمایش یا به گرماگیر بین دو وضعیت روشن و خاموش تغییر وضعیت می دهد. حرکت سریع میکرو آینه ها بین این دو وضعیت می تواند طیف وسیعی از خاکستری ها را با تنظیم نرخ زمان روشن به زمان خاموش، به وجود بیاورد. 

## رنگ در پردازش دیجیتال نور
برای ایجاد رنگ در پردازش نور دیجیتال دو روش اولیه وجود دارد: یکی از آن روش ها در DLP تک تراشه ای استفاده شده و دیگری در سه تراشه ای ها به کار می رود. روش سومی نیز وجود دارد که توسط دیود نورانی انجام می شود و در تلویزیون های سامسونگ نیز مورد استفاده قرار می گیرد. 

### پروژکتورهای تک تراشه
|  |  |  |  |  |

در یک پروژکتور تک تراشه ای، رنگ را می توان با قرار دادن یک دیسکِ رنگیِ چرخشی مابین نور سفید و تراشه ایجاد کرد و یا اینکه از منابع نور مجزا برای تولید 3 رنگ اصلی مانند LED و یا لیزر استفاده کرد. دیسک رنگی چرخه ای از 3 بخش رنگی قرمز، آبی و سبز و در بیشتر موارد یک بخش شفاف تشکیل شده است. سیستم های جدیدتر رنگ های اصلی اولیه روی دیسک چرخنده را با سبز-آبی، ارغوانی و زرد جایگزین کرده اند. 